# الحزب الديمقراطي في بنين
الحزب الديمقراطي في بنين (بالفرنسية: Parti Démocratique du Bénin)‏ كان حزبا سياسيا في بنين.

## التاريخ
أسس الحزب سولي دانكورو عام 1996. في انتخابات 1999 البرلمانية، حصل الحزب على 1.9٪ من الأصوات، وفاز بمقعد واحد،  وأصبح دانكورو البرلماني الوحيد له. كان دانكورو مرشح الحزب للانتخابات الرئاسية عام 2001، لكنه حصل على أقل من 1٪ من الأصوات، واحتل المركز السابع من بين سبعة عشر مرشحًا. انضم الحزب إلى التحالف الجديد في الانتخابات البرلمانية عام 2003  وفاز التحالف بمقعدين.
ترشح دانكورو للرئاسة على بطاقة الحزب للمرة الثانية في عام 2006، لكنه حصل مرة أخرى على أقل من 1 ٪ من الأصوات، حيث حل في المركز الخامس عشر من أصل ستة وعشرين مرشحًا.